# 完食
| ウィキペディアには「完食」という見出しの百科事典記事はありません（タイトルに「完食」を含むページの一覧/「完食」で始まるページの一覧）。 代わりにウィクショナリーのページ「完食」が役に立つかもしれません。 |